# DJ Ötzi
DJ Ötzi (* 7 de enero de 1971 en St. Johann in Tirol, Austria; nombre real Gerhard Friedle, también Gerry Friedle; antiguo nombre artístico Anton feat. DJ Ötzi) es un showman y cantante de música pop-schlager austriaco. Es uno de los artistas más populares en los países de habla germana, en los que ha vendido más de 16 millones de discos. En el mundo del habla anglosajón, es conocido por su sencillo del 2001, "Hey Baby (Uhh, Ahh)", y una versión de la canción de Bruce Channel, "Hey! Baby".

## Discografía

### Álbumes
| Año  | Título                                 | Posición | Posición | Posición | Posición | Posición | Posición | Posición |
| Año  | Título                                 | AUT      | ALE      | SUI      | AUS      | NOR      | SUE      | DAN      |
| ---- | -------------------------------------- | -------- | -------- | -------- | -------- | -------- | -------- | -------- |
| 2000 | Das Album (Anton feat. DJ Ötzi)        | 1        | 7        | 5        | –        | –        | –        | 3        |
| 2001 | Love, Peace & Vollgas                  | 2        | 23       | 23       | –        | –        | –        | –        |
| 2001 | Never Stop the Alpenpop                | –        | –        | –        | 19       | 20       | 15       | –        |
| 2002 | Today Is the Day                       | 3        | 49       | –        | –        | –        | –        | –        |
| 2003 | Flying to the Sky                      | -        | 72       | 50       | –        | –        | –        | –        |
| 2003 | Greatest Partyhits                     | 5        | 92       | –        | –        | –        | –        | –        |
| 2004 | Ich war immer der Clown                | 49       | –        | –        | –        | –        | –        | –        |
| 2006 | I Am the Musicman (DJ Ötzi Junior)     | –        | –        | –        | –        | –        | –        | –        |
| 2007 | Sternstunden                           | 2        | 7        | 16       | –        | –        | –        | –        |
| 2007 | DJ Ötzi: The Best                      | 2        | 17       | 3        | –        | –        | –        | –        |
| 2008 | Hotel Engel                            | 1        | 26       | 5        | –        | –        | –        | –        |
| 2010 | Du und ich                             | 7        | 45       | 30       | –        | –        | –        | –        |
| 2011 | Der DJ aus den Bergen                  | –        | 35       | 34       | –        | –        | –        | –        |
| 2012 | Simply the Best (con Bellamy Brothers) | –        | –        | –        | –        | –        | –        | 31       |
| 2013 | Es ist Zeit                            | 2        | 7        | 5        | –        | –        | –        | –        |

### Sencillos
| Año  | Título                                               | Posición | Posición | Posición | Posición | Posición | Posición | Posición | Posición | Posición | Posición | Posición | Posición |
| Año  | Título                                               | AUT      | ALE      | SUI      | R.U.     | FRA      | AUS      | NOR      | SUE      | DAN      | HOL      | BEL      | JAP      |
| ---- | ---------------------------------------------------- | -------- | -------- | -------- | -------- | -------- | -------- | -------- | -------- | -------- | -------- | -------- | -------- |
| 2000 | Anton aus Tirol (como Anton feat. DJ Ötzi)           | 1        | 1        | 2        | –        | –        | –        | –        | –        | –        | 2        | 3        | –        |
| 2000 | Gemma Bier trinken (como Anton feat. DJ Ötzi)        | 12       | 15       | 37       | –        | –        | –        | –        | –        | –        | 55       | –        | –        |
| 2000 | Hey Baby (Uuh, Aah)                                  | 4        | 11       | –        | 1        | 1        | 1        | 9        | 3        | 2        | 65       | –        | 1        |
| 2001 | Do Wah Diddy                                         | 9        | 29       | 75       | 9        | –        | –        | –        | –        | –        | –        | –        | –        |
| 2001 | Love, Peace & Vollgas                                | 43       | 82       | –        | –        | –        | –        | –        | –        | –        | –        | –        | –        |
| 2001 | X-Mas Time                                           | 15       | 54       | –        | 51       | –        | –        | –        | –        | –        | –        | –        | –        |
| 2001 | Hey Baby (Remix no oficial de la Copa Mundial)       | –        | –        | –        | 10       | –        | –        | –        | –        | –        | –        | –        | –        |
| 2002 | Don’t Ha Ha (con Captain Jack)                       | 15       | 59       | –        | –        | –        | –        | –        | –        | –        | –        | –        | –        |
| 2002 | Live Is Life (Here We Go) (con Hermes House Band)    | 16       | 15       | 26       | 51       | 2        | 28       | –        | 46       | 11       | 61       | –        | –        |
| 2002 | Today Is the day                                     | 15       | 39       | –        | –        | –        | –        | –        | –        | –        | –        | –        | –        |
| 2003 | Ramalamadingdong                                     | 37       | –        | –        | –        | –        | –        | –        | –        | –        | –        | –        | –        |
| 2003 | Burger Dance                                         | 3        | 1        | 7        | –        | –        | –        | –        | –        | –        | –        | –        | –        |
| 2004 | Not Without Us                                       | 10       | 20       | 97       | –        | –        | –        | –        | –        | –        | –        | –        | –        |
| 2004 | Tanz den Rehakles                                    | 43       | 37       | –        | –        | –        | –        | –        | –        | –        | –        | –        | –        |
| 2004 | Kanguru Dance                                        | 15       | 19       | –        | –        | –        | –        | –        | –        | –        | –        | –        | –        |
| 2005 | Servus die Wadln                                     | 27       | 40       | –        | –        | –        | –        | –        | –        | –        | –        | –        | –        |
| 2006 | 7 Sünden (con Marc Pircher)                          | 2        | 30       | 79       | –        | –        | –        | –        | –        | –        | –        | –        | –        |
| 2006 | I Am the Musicman (como DJ Ötzi Junior)              | 12       | 24       | –        | –        | –        | –        | –        | –        | –        | –        | –        | 1        |
| 2007 | Ein Stern (...der deinen Namen trägt) (feat. Nik P.) | 1        | 1        | 2        | –        | –        | –        | –        | –        | –        | –        | 1        | –        |
| 2007 | I Will Leb'n                                         | 6        | 7        | 44       | –        | –        | –        | –        | –        | –        | –        | –        | –        |
| 2008 | Noch in 100.000 Jahren                               | 4        | 10       | 49       | –        | –        | –        | –        | –        | –        | –        | –        | –        |
| 2009 | Tränen (con Kate Hall)                               | 12       | 24       | –        | –        | –        | –        | –        | –        | –        | –        | –        | –        |
| 2010 | Fang das Licht (con Karel Gott)                      | 31       | 57       | –        | –        | –        | –        | –        | –        | –        | –        | –        | –        |
| 2010 | Ich will mit dir fliegen                             | 49       | 43       | –        | –        | –        | –        | –        | –        | –        | –        | –        | –        |
| 2011 | Lieb ich dich                                        | –        | 79       | –        | –        | –        | –        | –        | –        | –        | –        | –        | –        |
| 2011 | I Sing A Liad Für Dich                               | 27       | 35       | –        | –        | –        | –        | –        | –        | –        | –        | –        | –        |
| 2011 | Ring the Bell                                        | 35       | 48       | –        | –        | –        | –        | –        | –        | –        | –        | –        | –        |
| 2012 | Du bist es                                           | 38       | 36       | –        | –        | –        | –        | –        | –        | –        | –        | –        | –        |
| 2013 | Wie ein Komet                                        | 21       | 33       | –        | –        | –        | –        | –        | –        | –        | –        | –        | –        |
| 2013 | Tirol                                                | 65       | –        | –        | –        | –        | –        | –        | –        | –        | –        | –        | –        |